# Symphoricarpos longiflorus
Symphoricarpos longiflorus är en kaprifolväxtart som beskrevs av Asa Gray. Symphoricarpos longiflorus ingår i släktet snöbärssläktet, och familjen kaprifolväxter. Inga underarter finns listade i Catalogue of Life.